# Pseudocryptocoeloma
Pseudocryptocoeloma is een geslacht van kreeftachtigen uit de klasse van de Malacostraca (hogere kreeftachtigen).

## Soorten
- Pseudocryptocoeloma andamanicus Deb, 1989
- Pseudocryptocoeloma parvus Ward, 1936
- Pseudocryptocoeloma symmetrinudus Edmondson, 1951